# Giswil
Giswil é uma comuna da Suíça, no Cantão Obwald, com cerca de 3.407 habitantes. Estende-se por uma área de 85,97 km², de densidade populacional de 40 hab/km². Confina com as seguintes comunas: Flühli (LU), Hofstetten bei Brienz (BE), Lungern, Sachseln, Sarnen, Schwanden bei Brienz (BE). 
A língua oficial nesta comuna é o Alemão. 